# Canton de Limoges-2
Le canton de Limoges-2 est une circonscription électorale française située dans le département de la Haute-Vienne et la région Nouvelle-Aquitaine.

## Histoire

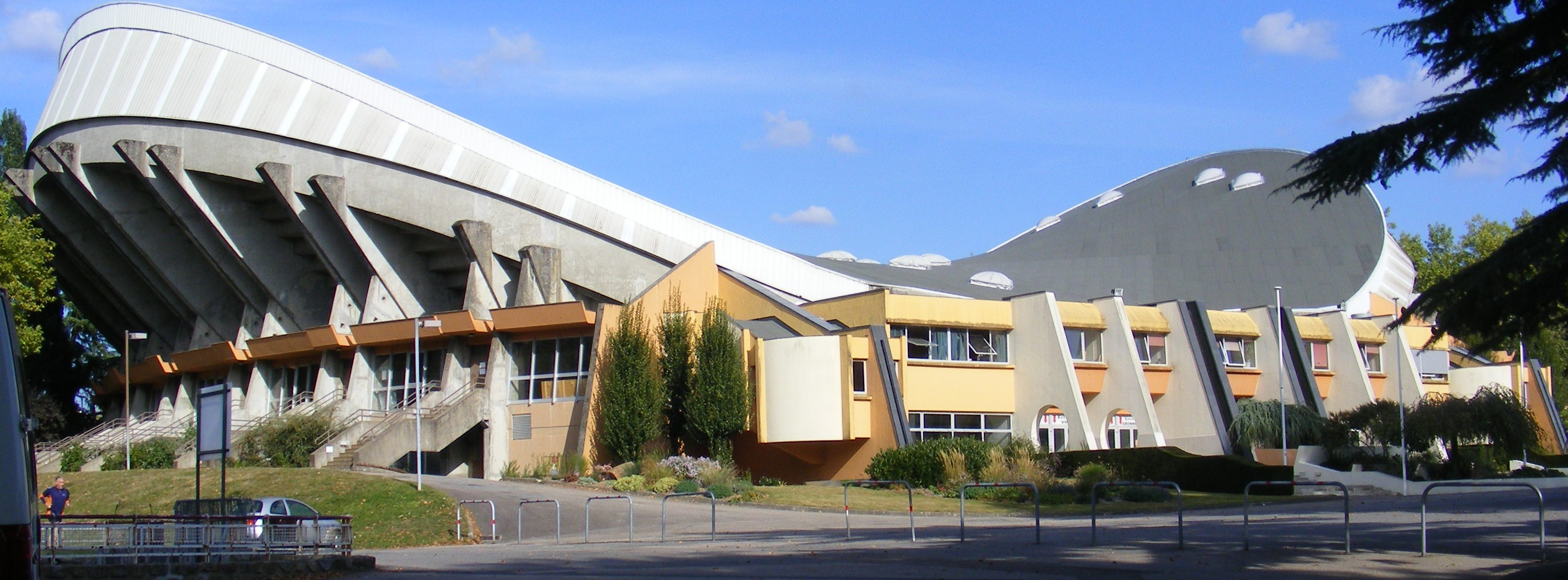
Le palais des sports de Beaublanc.

Un nouveau découpage territorial de la Haute-Vienne entre en vigueur à l'occasion des élections départementales de mars 2015, défini par le décret du 13 février 2014, en application des lois du 17 mai 2013 (loi organique 2013-402 et loi 2013-403). Les conseillers départementaux sont, à compter de ces élections, élus au scrutin majoritaire binominal mixte. Les électeurs de chaque canton élisent au Conseil départemental, nouvelle appellation du Conseil général, deux membres de sexe différent, qui se présentent en binôme de candidats. Les conseillers départementaux sont élus pour 6 ans au scrutin binominal majoritaire à deux tours, l'accès au second tour nécessitant 12,5 % des inscrits au 1er tour. En outre la totalité des conseillers départementaux est renouvelée. Ce nouveau mode de scrutin nécessite un redécoupage des cantons dont le nombre est divisé par deux avec arrondi à l'unité impaire supérieure si ce nombre n'est pas entier impair, assorti de conditions de seuils minimaux. En Haute-Vienne, le nombre de cantons passe ainsi de 42 à 21.
Le canton de Limoges-2 est formé de fractions de la commune de Limoges issues des anciens cantons de Limoges-Landouge, de Limoges-Corgnac, de Limoges-Puy-las-Rodas, de Limoges-Beaupuy, de Limoges-Centre, de Limoges-Vigenal et de Limoges-Couzeix.
Le canton est entièrement inclus dans l'arrondissement de Limoges. Le bureau centralisateur est situé à Limoges.

## Représentation
| Période élective | Période élective | Mandat | Mandat   | Identité         | Nuance | Nuance | Qualité |
| ---------------- | ---------------- | ------ | -------- | ---------------- | ------ | ------ | --- |
| 2015             | 2021             | 2015   | 2021     | Fabrice Escure   |        | PS     | 8e vice-président chargé de la vie culturelle et des politiques jeunesse                                                                                        |
| 2015             | 2021             | 2015   | 2021     | Chérifa Tlemsani |        | PS     | Technicienne de laboratoire à l'Université de Limoges |
| 2021             | 2028             | 2021   | en cours | Fabrice Escure   |        | PS     | Cadre administratif à la Région Nouvelle-Aquitaine, conseiller sortant, 6ème Vice-Président du conseil départemental, chargé de la culture et de la citoyenneté |
| 2021             | 2028             | 2021   | en cours | Chérifa Tlemsani |        | PS     | Conseillère sortante |

### Résultats détaillés

#### Élections de mars 2015
À l'issue du 1er tour des élections départementales de 2015, deux binômes sont en ballottage : Vincent Leonie et Latifa Rahmaoui (Union du Centre, 31,15 %) et Fabrice Escure et Chérifa Tlemsani (PS, 30,38 %). Le taux de participation est de 55,63 % (5 100 votants sur 9 167 inscrits) contre 57,81 % au niveau départemental et 50,17 % au niveau national.
Au second tour, Fabrice Escure et Chérifa Tlemsani (PS) sont élus avec 51,42 % des suffrages exprimés et un taux de participation de 53,79 % (2 228 voix pour 4 931 votants et 9 167 inscrits).

#### Élections de juin 2021
Le premier tour des élections départementales de 2021 est marqué par un très faible taux de participation (33,26 % au niveau national). Dans le canton de Limoges-2, ce taux de participation est de 29,34 % (2 484 votants sur 8 465 inscrits) contre 37,25 % au niveau départemental. À l'issue de ce premier tour, deux binômes sont en ballottage : Pierre Lefort et Patricia Rebeyrole (Divers, 40,49 %) et Fabrice Escure et Chérifa Tlemsani (PS, 31,46 %).
Le second tour des élections est marqué une nouvelle fois par une abstention massive équivalente au premier tour. Les taux de participation sont de 34,36 % au niveau national, 38,38 % dans le département et 31,5 % dans le canton de Limoges-2. Fabrice Escure et Chérifa Tlemsani (PS) sont élus avec 52,72 % des suffrages exprimés (1 262 voix pour 2 668 votants et 8 469 inscrits),,.

## Composition
| Nom                             | Code Insee | Intercommunalité     | Superficie (km2) | Population (dernière pop. légale)                 | Densité (hab./km2) | Modifier                                    |
| ------------------------------- | ---------- | -------------------- | ---------------- | ------------------------------------------------- | ------------------ | ------------------------------------------- |
| Limoges (bureau centralisateur) | 87085      | CU Limoges Métropole | 78,03            | Fraction : 15 306 (2022) Commune : 129 754 (2022) | 1 663              | modifier les données · modifier les données |
| Canton de Limoges-2             | 8709       |                      |                  | 15 306 (2022)                                     |                    | modifier les données                        |

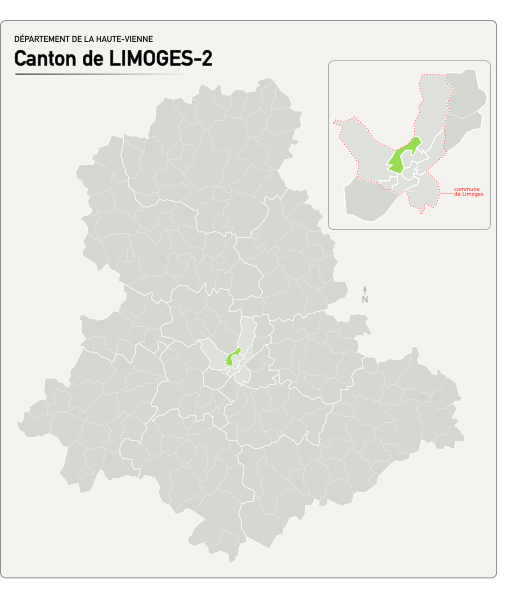
Situation du canton de Limoges-2 dans le département de la Haute-Vienne depuis 2015.

Le canton de Limoges-2 comprend la partie de la commune de Limoges incluse dans le périmètre défini par l'axe des voies et limites suivantes : depuis la limite territoriale de la commune de Couzeix, cours de l'Aurence, rue de Saint-Gence, rue Jules-Renard, rue du Maréchal-Foch, allée Jean-Rebier, rue Jean-Le Bail, avenue du Président-Vincent-Auriol, avenue du Président-René-Coty, boulevard de la Borie, rue Armand-Dutreix, rue Victor-Chabot, rue d'Antony, avenue des Ruchoux, boulevard La Boétie, rue des Arts, avenue Montjovis, rue de Bellac, boulevard de Beaublanc, boulevard du Vigénal, avenue de Louyat, rue Clément-Marot, avenue du Général-Leclerc, boulevard Robert-Schuman, rue Arthur-Groussier, allée du Moulin-Pinard, cours de l'Aurence jusqu'à la limite territoriale de la commune de Couzeix.
Il comprend les quartiers de Beaublanc, de la Borie, des Ruchoux, du Vigenal et la partie Nord du Val de l'Aurence (Corgnac).

## Démographie
En 2022, le canton comptait 15 306 habitants, en évolution de −2,65 % par rapport à 2016 (Haute-Vienne : −0,68 %, France hors Mayotte : +2,11 %).
| 2013   | 2018   | 2022   |
| ------ | ------ | ------ |
| 15 777 | 15 505 | 15 306 |